# میرپور ماتیلو
میرپور ماتیلو (به انگلیسی: Mirpur Mathelo) یک شهر در پاکستان است که در ایالت سند واقع شده‌است. میرپور ماتیلو ۳۰ کیلومتر مربع مساحت و ۵۰٬۰۰۰ نفر جمعیت دارد و ۷۶ متر بالاتر از سطح دریا واقع شده‌است.